# 清华大学哲学系
清华大学哲学系，是清华大学人文学院下属的一个系，始建于1926年，是中国大学最早的哲学系之一。

## 历史
- 1923年，梁启超友人张君劢于清华学校开人生观演讲 (张君劢后和张东荪同为本校特聘教授)
- 1925年，清华学校成立清华国学研究院，国学大师王国维专注于研究中西哲学，由研究系梁启超开授哲学类课程。
- 1926年，清华学校正式建立哲学系，由金岳霖任系主任。
- 1937年后，国共内战时期，国立清华大学参与组建国立西南联大哲学系。
- 1946年，国立清华大学回迁清华园。
- 1952年，中华人民共和国实行院系调整，原清华大学哲学系部分师资并入北京大学哲学系。
- 2000年5月，清华大学哲学系正式宣布复建。[2]

## 学科
- 马克思主义哲学

负责教授：夏莹教授
- 中国哲学

负责教授：丁四新教授
- 外国哲学

负责教授：蒋运鹏教授
- 伦理学

负责教授：唐文明教授
- 逻辑学

负责教授：刘奋荣教授
- 美学

负责教授：肖鹰教授
- 宗教学

负责教授：圣凯教授                          
- 科学技术哲学

负责教授：吴国盛教授

## 历任负责人
1926 - 1928 创办哲学系，金岳霖先生
1928 - 1934 系主任:金岳霖先生
1934 - 1938 系主任:冯友兰先生
1941 - 1945 西南联合大学哲学心理学系主任:汤用彤先生
1946 - 1949 系主任:冯友兰先生
1947 - 1948 系主任:王宪钧先生(代)
1949 - 1952 系主任:金岳霖先生
1999 - 2000 筹备复建哲学系，万俊人教授
2000 - 2007 系主任:万俊人教授
副系主任:王晓朝教授 邹广文教授
2008 - 2011 系主任:万俊人教授
副系主任:肖鹰教授 韩立新教授
系主任助理:刘奋荣教授
2011 - 2014 系主任:卢风教授
副系主任:黄裕生教授 刘奋荣教授
2014 - 2017 系主任:黄裕生教授
副系主任:唐文明教授 圣凯教授
系主任助理:夏莹教授
2018 -2020 系主任:宋继杰教授
副系主任:圣凯教授 陈浩副教授
系主任助理:蒋运鹏副教授
2021-2023 系主任：唐文明教授
副系主任：圣凯教授 陈壁生教授
系主任助理：瞿旭彤副教授
2024-至今 系主任：唐文明教授
副系主任：陈壁生教授 陈浩副教授 赵金刚副教授（兼）
系主任助理：瞿旭彤副教授

## 人物

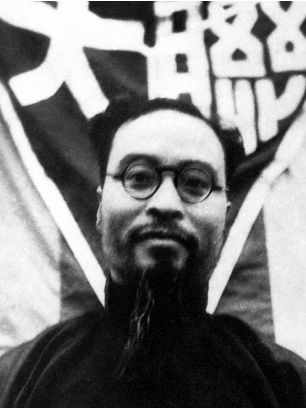
冯友兰，清华哲学系主任，著有《贞元六书》
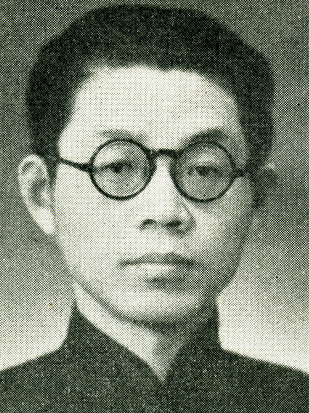
张岱年，清华哲学系教授，著有《中国哲学大纲》《哲学思维论》《天人简论》
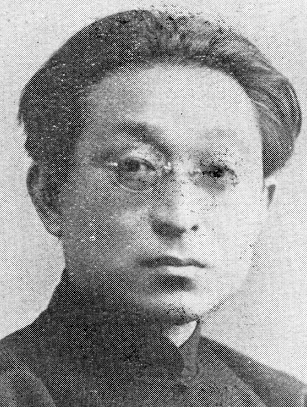
张申府，清华哲学系教授，著有《学术论文集》
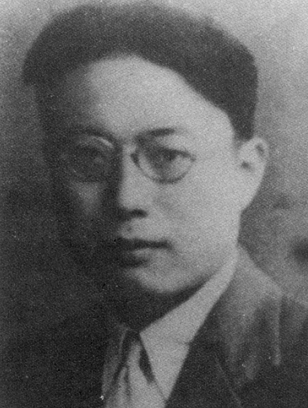
张荫麟，清华哲学系教授，18岁发表《老子生后孔子百余年之说质疑》
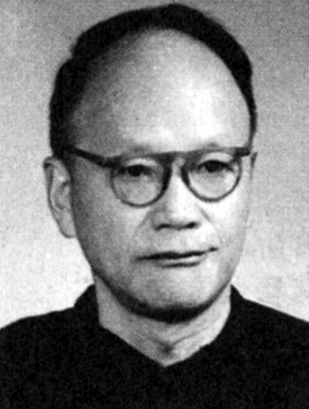
沈有鼎，清华哲学系首位毕业生、教授。
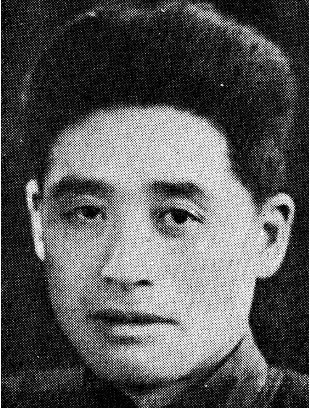
邓以蛰，邓以蛰，清华大学哲学系教授、美学家、美术史学家。

本系其他知名校友
周辅成 · 任华 · 李长之 · 吴恩裕 · 方志彤 · 苏天辅